# New Malden
New Malden – dawna miejscowość w Wielkiej Brytanii, obecnie wchodzi w skład Wielkiego Londynu jako część gminy Kingston upon Thames.
Początki New Malden sięgają 1846 r., kiedy na linii kolejowej z dworca Waterloo otwarta została stacja kolejowa o tej samej nazwie, obsługująca pobliską miejscowość Malden (dziś Old Malden, o ponad tysiącletniej historii). Zapoczątkowało to gwałtowny rozwój okolicy. Dziś według spisu powszechnego z 2011 r. w 11 500 domach i mieszkaniach w New Malden mieszka ponad 28 500 osób, z czego ok. 8000 osób pochodzenia koreańskiego – New Malden stanowi zarazem największe w Europie skupisko ludności koreańskiej poza granicami Korei Płd.
Z New Malden pochodzi wiele znanych osób, m.in. Anthony Caro, Dave Swarbrick, John Martyn i Melanie South.